# Angela Bailey
Angela Bailey (Coventry, 28 febbraio 1962 – Toronto, 31 luglio 2021) è stata una velocista canadese.

## Biografia
Nata a Coventry in Gran Bretagna, è giunta in Canada nel 1974; ha fatto la sua prima apparizione internazionale nel 1978 ai Giochi del Commonwealth. Nel 1980 è stata selezionata per partecipare ai Giochi Olimpici di Mosca prima che il Canada aderì al boicottaggio.
Nel 1984, ai Giochi Olimpici di Los Angeles, ha vinto la medaglia d'argento nella staffetta 4 x 100 metri insieme alle sue compagne di squadra Marita Payne, Angella Taylor e France Gareau, dietro agli Stati Uniti e davanti alla Gran Bretagna. È giunta settima nei 100 metri ed è arrivata alle semifinali nei 200 metri.
Nel 1987, ai campionati mondiali indoor di Indianapolis, ha vinto il bronzo nei 60 metri dopo la squalifica per doping, avvenuta nel 1989, della seconda arrivata Angella Taylor. Il 6 luglio a Budapest ha stabilito il record canadese dei 100 m piani, battuto solo nel 2024 da Audrey Leduc. 
È morta a Toronto il 31 luglio 2021 all'età di 59 anni a causa di un tumore diagnosticato nel 2020.

## Record nazionali
Durante la propria carriera Angela Bailey ha detenuto il seguente record canadese:
Seniores
- 100 metri piani: 10"98 ( Budapest, 6 luglio 1987) (Record detenuto fino al 20 aprile 2024)

## Palmarès
| Anno                         | Manifestazione          | Sede         | Evento        | Risultato  | Prestazione | Note   |
| ---------------------------- | ----------------------- | ------------ | ------------- | ---------- | ----------- | ------ |
| In rappresentanza del Canada |                         |              |               |            |             |        |
| 1978                         | Giochi del Commonwealth | Edmonton     | 100 m piani   | Semifinale | 11"63       |        |
| 1978                         | Giochi del Commonwealth | Edmonton     | 200 m piani   | Batteria   | 23"91       |        |
| 1978                         | Giochi del Commonwealth | Edmonton     | 4x100 m       | Argento    | 44"26       |        |
| 1980                         | Giochi panamericani U20 | Sudbury      | 100 m piani   | Oro        | 11"55       |        |
| 1980                         | Giochi panamericani U20 | Sudbury      | 200 m piani   | Oro        | 23"44       |        |
| 1982                         | Giochi del Commonwealth | Brisbane     | 100 m piani   | 4ª         | 11"30       | [ 3 ]  |
| 1982                         | Giochi del Commonwealth | Brisbane     | 200 m piani   | 8ª         | 23"42       |        |
| 1982                         | Giochi del Commonwealth | Brisbane     | 4x100 m       | Argento    | 43"66       |        |
| 1983                         | Mondiali                | Helsinki     | 100 m piani   | 5ª         | 11"20       | [ 4 ]  |
| 1983                         | Mondiali                | Helsinki     | 200 m piani   | 7ª         | 22"93       | [ 5 ]  |
| 1983                         | Mondiali                | Helsinki     | 4x100 m piani | 5ª         | 23"05       | [ 6 ]  |
| 1984                         | Olimpiade               | Los Angeles  | 100 m piani   | 6ª         | 11"40       | [ 7 ]  |
| 1984                         | Olimpiade               | Los Angeles  | 200 m piani   | Semifinale | 22"75       |        |
| 1984                         | Olimpiade               | Los Angeles  | 4x100 m       | Argento    | 42"77       | [ 8 ]  |
| 1986                         | Giochi del Commonwealth | Edinburgo    | 100 m piani   | 4ª         | 11"35       |        |
| 1986                         | Giochi del Commonwealth | Edinburgo    | 4x100 m       | Argento    | 43"83       |        |
| 1987                         | Mondiali indoor         | Indianapolis | 60 m piani    | Bronzo     | 7"12        | [ 9 ]  |
| 1987                         | Mondiali                | Roma         | 100 m piani   | 7ª         | 11"18       | [ 10 ] |
| 1987                         | Mondiali                | Roma         | 200 m piani   | Semifinale | 22"97       | [ 11 ] |
| 1987                         | Mondiali                | Roma         | 4x100 m       | 7ª         | 43"26       | [ 12 ] |
| 1988                         | Olimpiade               | Seoul        | 100 m piani   | Quarti     | 11"28       |        |
| 1988                         | Olimpiade               | Seoul        | 4x100 m       | Semifinale | 43"82       |        |
| 1999                         | Mondiali                | Siviglia     | 4x100 m       | 6ª         | 43"39       |        |

## Campionati nazionali
- 2 volte campionessa nazionale canadese dei 100 metri piani (1985, 1990)
- 1 volta campionessa nazionale canadese dei 200 metri piani (1985)

## Altre competizioni internazionali
1981
- Oro alla Pacific Conference Games, ( Christchurch), 100 m piani - 11"46
- Oro alla Pacific Conference Games, ( Christchurch), 200 m piani - 23"37
- Oro alla Pacific Conference Games, ( Christchurch), staffetta 4x100 m - 44"50
- 4ª alla Coppa del mondo, ( Roma), staffetta 4x100 m - 43"06